# Ara vojenský
Ara vojenský (Ara militaris) je velký papoušek žijící ve Střední a Jižní Americe, dorůstající velikosti až 80 cm. Je velmi učenlivý a rychle se učí různé zvuky včetně napodobování lidského hlasu, tato schopnost se vyvinula díky většímu čelnímu mozku.

## Popis
Jeho barva je převážně zelená s červenou přední částí hlavy. Křídla jsou modrá a ocas bývá zbarven červeně. Zobák je šedý až černý. Od podobného ary zeleného (Ara ambiguus) se liší menší velikostí, tmavším odstínem zelené a hnědavěji červenými ocasními pery.

## Hnízdění

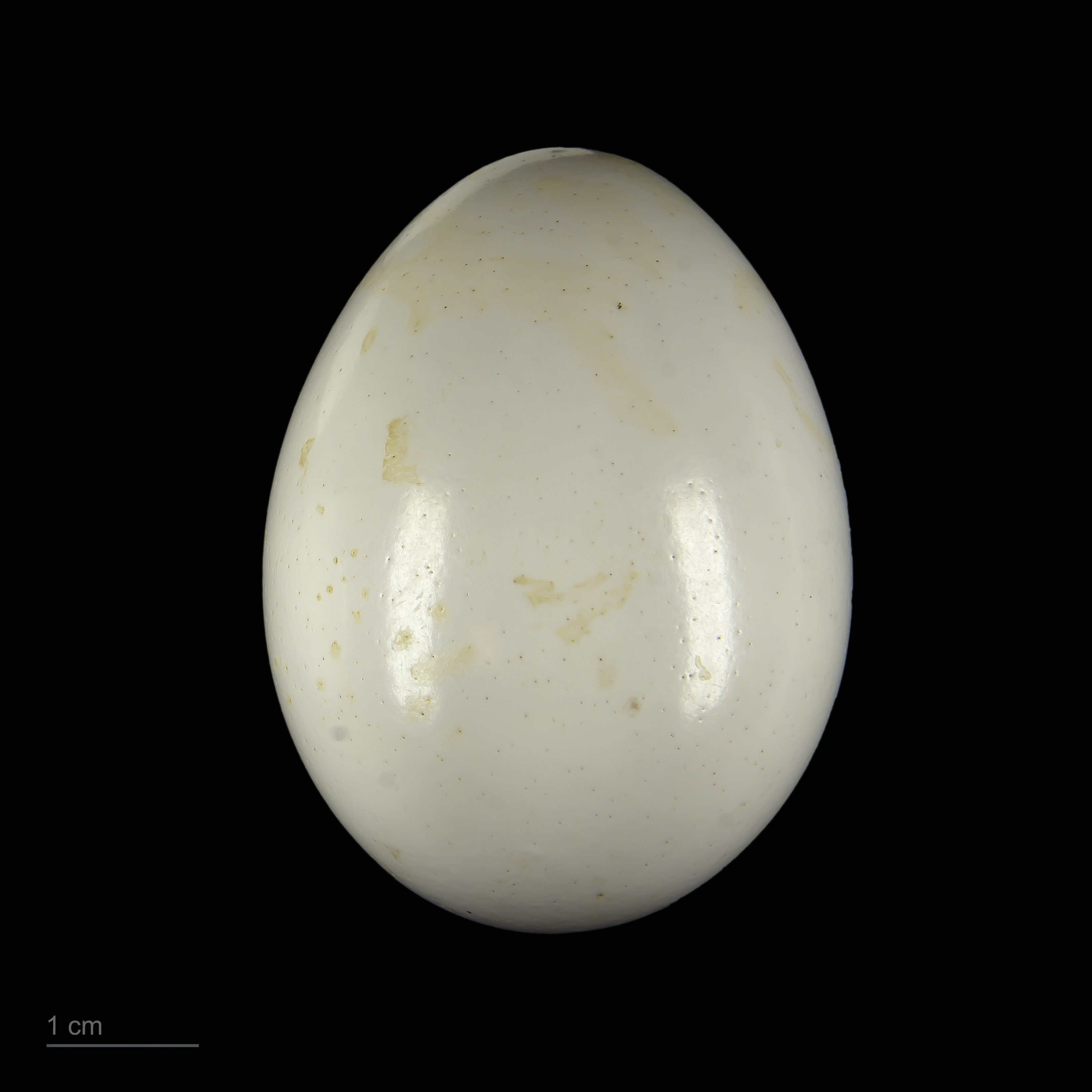
Ara militaris

Ara během 3 až 4 let dosahuje pohlavní dospělosti. Hnízdí v dutinách stromů a nebo v dírách na zemi. Do hnízda klade 3 až 4 vejce. Přibližně po 10 týdnech mláďata hnízdo opouští. Ara se dožívá až 60 let.

## Potrava
Ara se živí jako většina jiných papoušků semeny, ořechy, ovocem i různou zelení. 

## Status
Žije v hejnech a tak někdy napáchá škody zemědělcům. Přesto se jedná o ohrožený druh. Stavy Ary vojenského se v jejich domovině stále snižují ztrátou životních prostředí, lovem a odchytem. I když má poměrně velikou oblast rozšíření, na mnoha místech území ho vůbec nespatříme a nikde nebyl zjištěn hojným druhem, přestože v Panamě a v Kostarice byly prováděny rozsáhlé ornitologické výzkumy. Dá se říci, že tento druh je ohrožen vyhynutím na celém území, kde žije, vyjma některých oblastí deštných pralesů západního Ekvádoru, západní Kolumbie a severní Panamy. V jižním Hondurasu zmizel téměř úplně vzhledem k vykáceným lesům a v důsledku chemických postřiků na bavlněných plantážích. Další příčina byla ta, že se v Hondurasu budovaly dvě dálnice a byl tam největší přírůstek obyvatelstva v celé Latinské Americe.

## Galerie

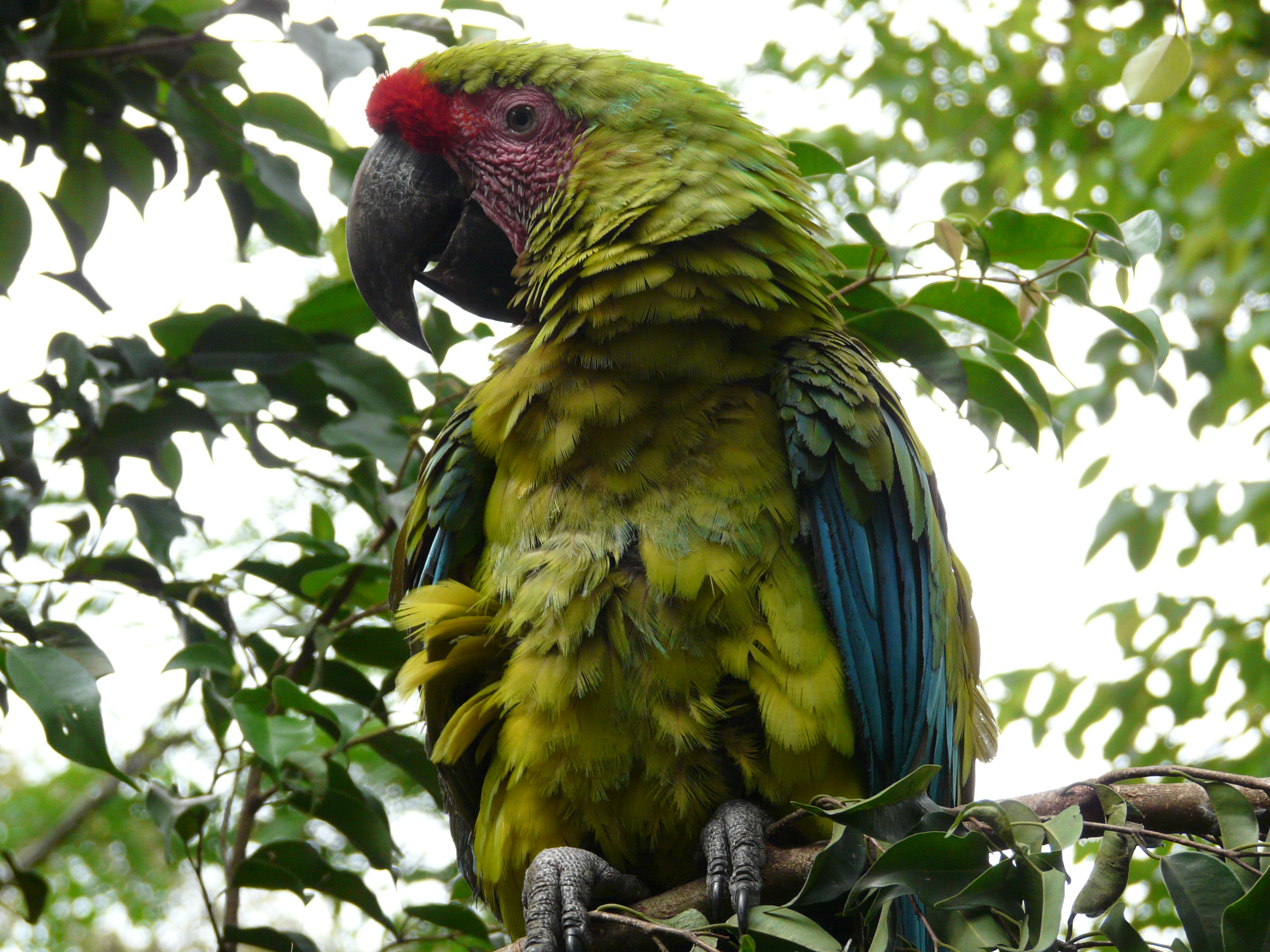
Ara militaris
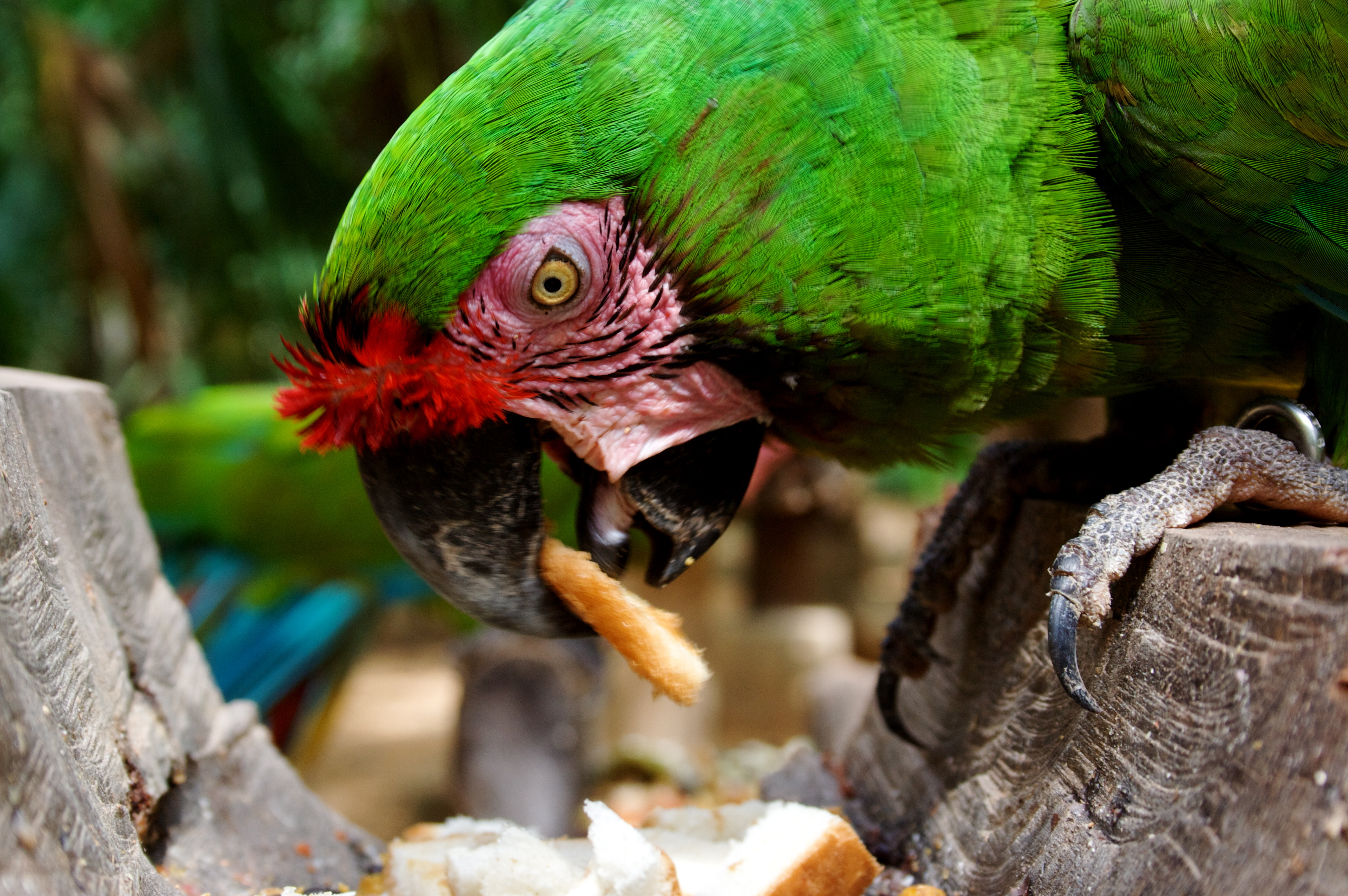
Ara militaris
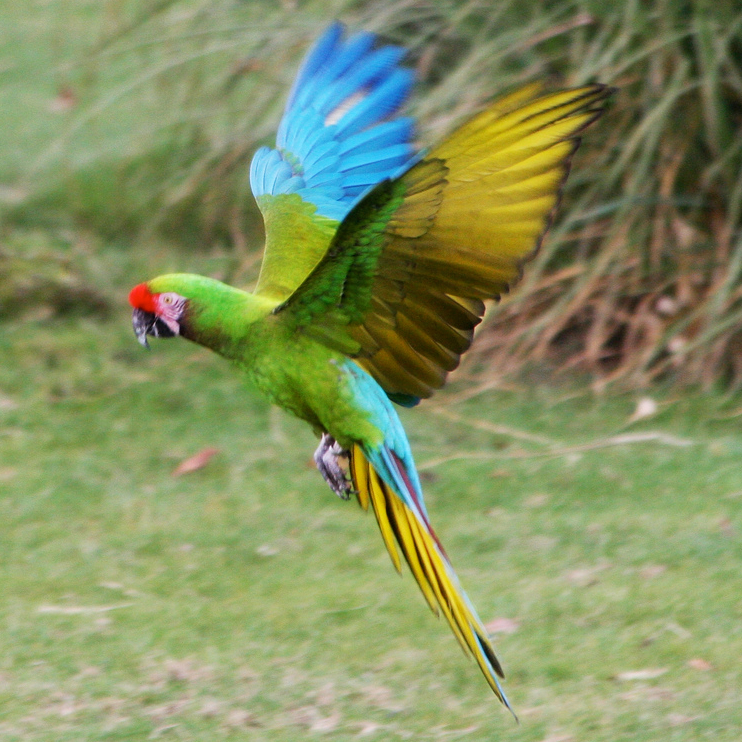
Ara militaris
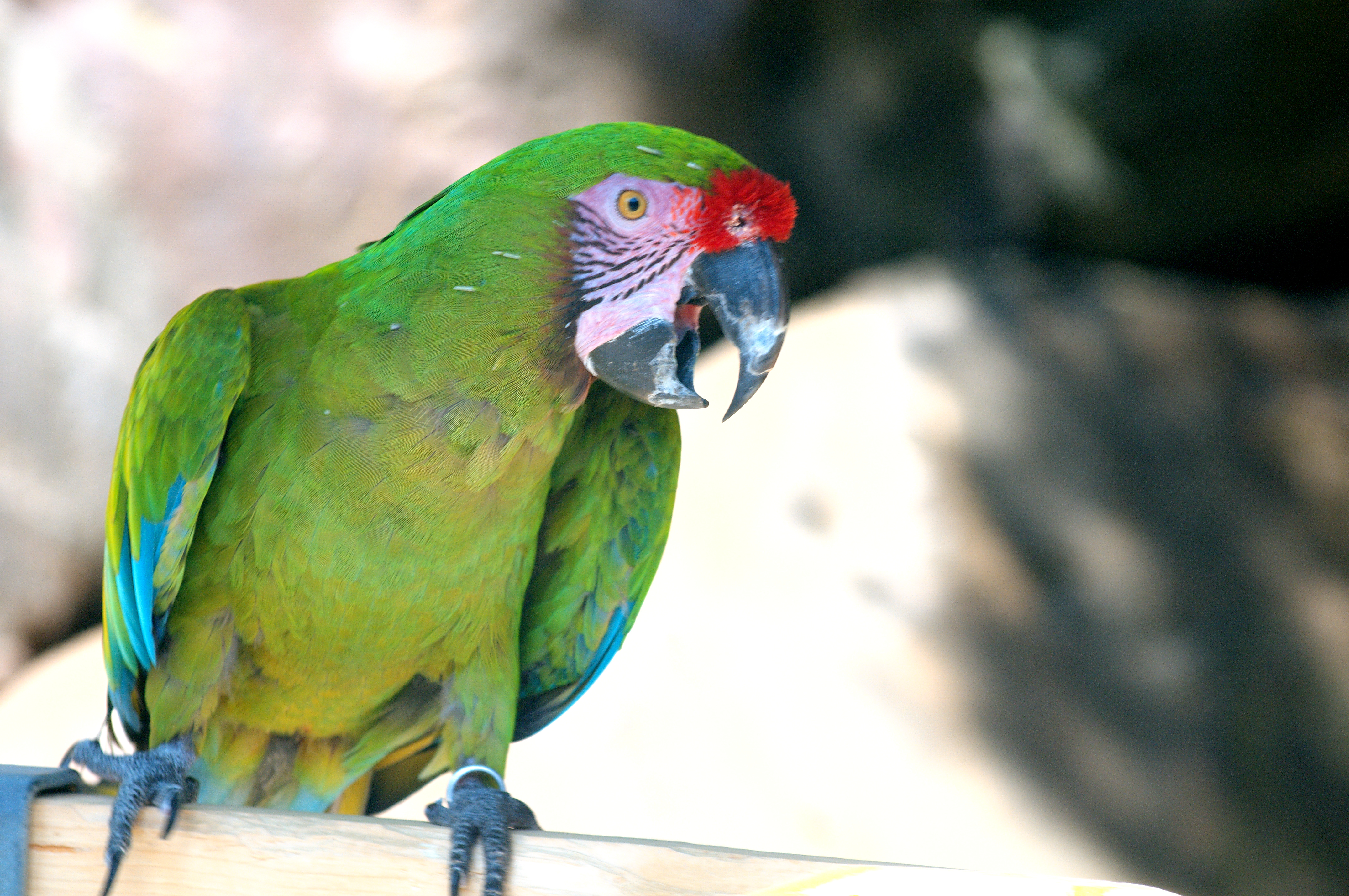
Ara militaris
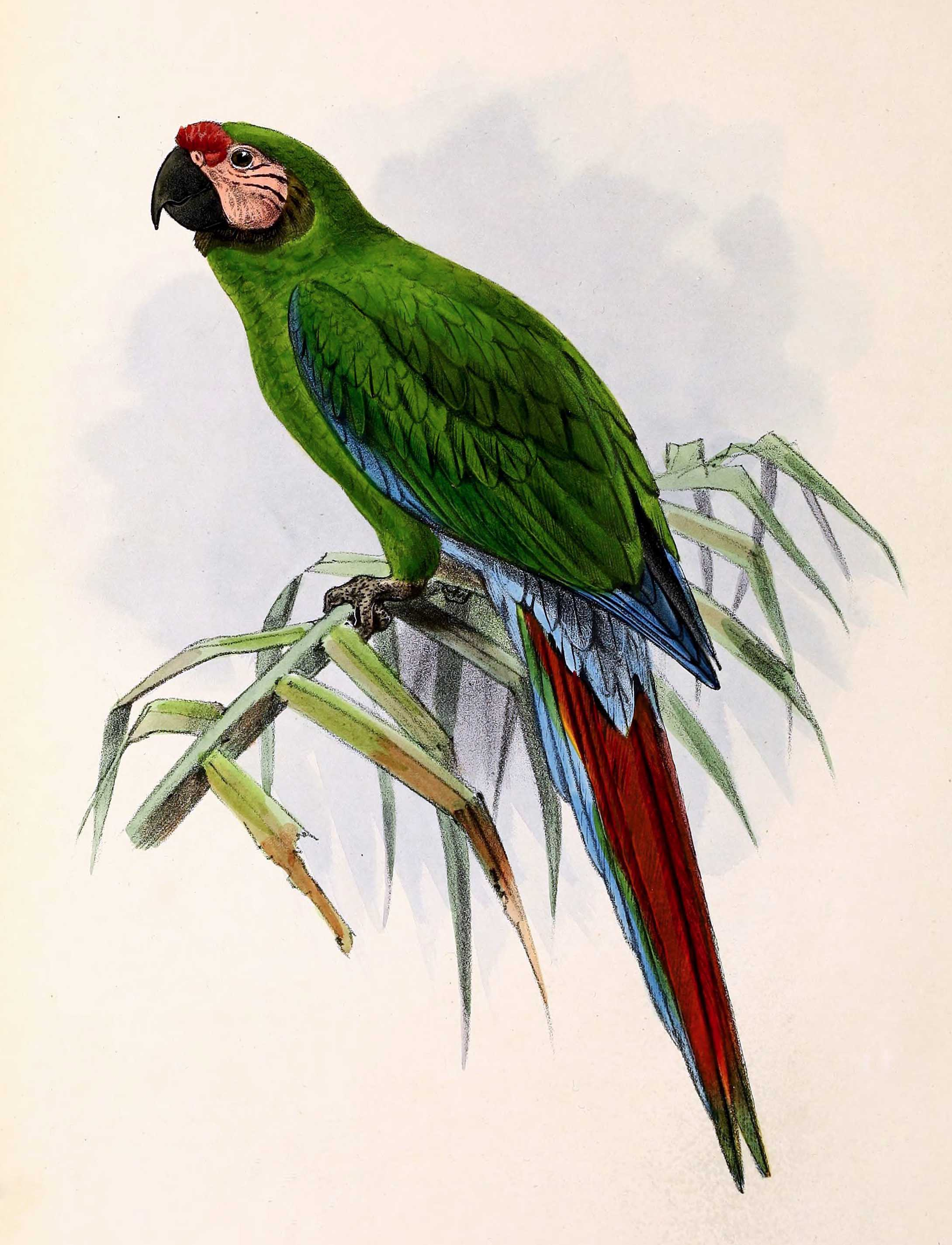
Ara militaris